# Urso pardo da Península do Alasca
O urso-pardo-da-península-do-alasca ou "grizzly peninsular" é uma nomenclatura coloquial para um urso pardo que vive nas regiões costeiras do sul do Alasca.
Os ursos marrons da Península do Alasca são muito grandes, geralmente com peso variando de 258 a 387 kg.  Eles são encontrados em altas densidades ao longo da costa sul do Alasca, devido não apenas à grande quantidade de amêijoas e capim, mas também às corridas anuais de salmão ; isso permite que alcancem tamanhos enormes, alguns dos maiores do mundo.  Eles podem se reunir em grande número em locais de alimentação, como Brooks Falls e McNeil Falls , ambos no Parque Nacional de Katmai perto de King Salmon. Os biólogos afirmam que os ursos costeiros são realmente ursos marrons. No entanto, é considerado correto colocar todos os membros norte-americanos de U. arctos na subespécie horribilis, exceto os ursos Kodiak gigantes da Ilha Kodiak .  Para evitar confusão, muitos simplesmente se referem a todos os membros norte-americanos, incluindo Kodiaks, como "ursos pardos".
Apreciados pelos caçadores por seus crânios e peles, até 500 dos 1.500 ursos marrons do Alasca mortos anualmente por caçadores vêm da Península do Alasca . Para caçar este grande urso, os caçadores devem seguir uma variedade de regulamentos, incluindo limites de bagagem de urso, taxas de caça e rifles adequados.

## Aparência

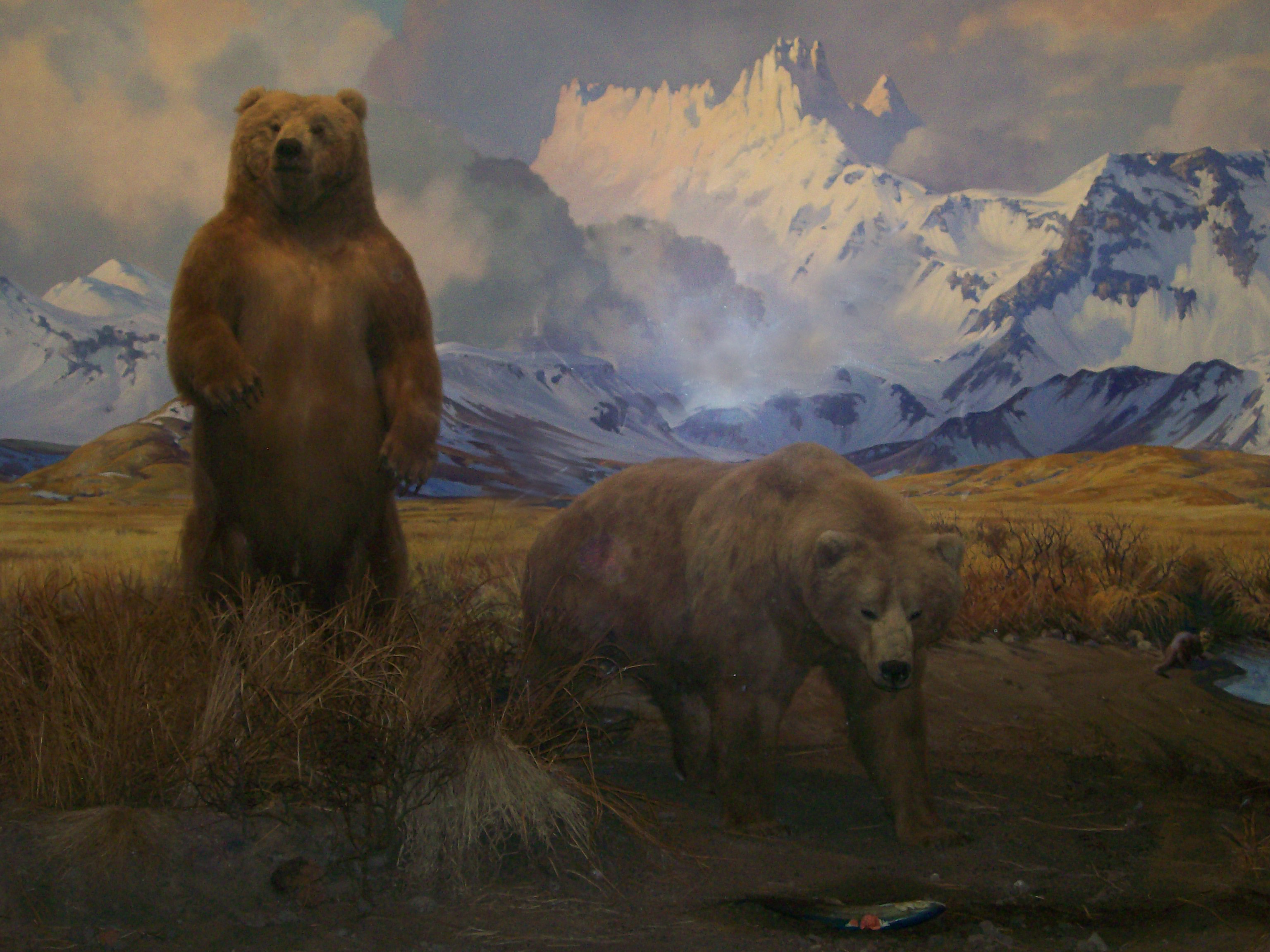
Espécimes taxidermizados, AMNH

Os ursos-pardos da Península do Alasca estão entre os maiores tipos de ursos-pardos do mundo. Eles geralmente medem 8 pés (2,4 m) de comprimento, geralmente têm uma altura de ombro de cerca de 4,4-1,2 pés (1,34-0,37 m) e um comprimento do retropé de 11 pol. (28 cm). Um estudo descobriu que o peso médio de um homem costeiro era de cerca de 408 kg (899 lb) e 227 kg (500 libras) para uma mulher.  Por outro lado, um enorme marrom masculino ocasional foi registrado que excede em muito o tamanho normal, com pesos relatados de até 680 kg (1.500 lb).  Um grande macho costeiro deste tamanho pode ter até 3 metros (9,8 pés) de altura nas patas traseiras e até 1,5 metros (4,9 pés) no ombro. O maior indivíduo já registrado foi baleado em 1948 perto de Cold Bay. Seu peso foi estimado em 725 a 771 kg (1.598 a 1.700 lb). Este urso acabou de sair da hibernação e carregava pouca ou nenhuma gordura; isso significa que o animal pesaria cerca de 839 kg (1.850 lb) no final do verão.  Embora varie de loiro a quase preto, o pelo do urso pardo é tipicamente marrom com pontas brancas.  Uma saliência pronunciada aparece em seus ombros; a corcunda é uma boa maneira de distinguir um urso preto de um urso pardo, pois os ursos pretos não têm essa corcunda.

## Dieta

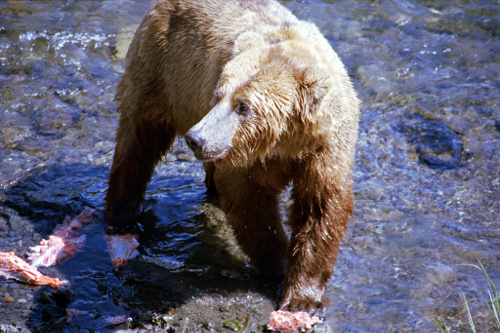
Urso em Katmai National Park com salmão. O salmão constitui a maior parte da dieta do urso-pardo durante o verão.

Os ursos pardos da Península do Alasca geralmente se alimentam de salmões em desova e usam muitas maneiras diferentes para capturá-los. Isso inclui esperar no fundo das quedas para os peixes pularem ou ficar no topo das quedas esperando para pegá-los no ar (às vezes na boca). Os ursos também têm muita experiência em perseguir peixes e prender os animais escorregadios com suas garras. Depois que o salmão é expelido, frutas vermelhas e grama são o principal alimento da dieta dos ursos, depois disso, eles acumulam reservas de gordura suficientes e hibernam.